# Ocypode
Ocypode é um género de caranguejos detritívoros que inclui as espécies conhecidas pelo nome comum de maria-farinha, caracterizados por apresentarem carapaça quadrada e coloração branco-amarelada. O género tem distribuição natural na costa leste dos Estados Unidos e no litoral do Brasil, vivendo em buracos acima da linha da maré alta em praias arenosas.

## Descrição
Também é conhecido pelos nomes de aguarauçá, cabeleireiro, siri-fantasma, espia-maré, grauçá, guaruçá, guriçá, cerca-maré, vaza-maré, maruim e sarará.
Maria-farinha, no litoral norte da região nordeste do Brasil em localidades como Aratú, trata-se, também, de um pequeno caranguejo de cor vermelha que sobe nos galhos dos manguezais para fugir da enchente da maré ou para procurar alimento.

## Espécies
São 28 espécies desse gênero:
- Ocypode africana De Man, 1881
- Ocypode brevicornis H. Milne-Edwards, 1837
- Ocypode ceratophthalmus (Pallas, 1772)
- Ocypode convexa Quoy & Gaimard, 1824
- Ocypode cordimanus Latreille, 1818
- Ocypode cursor (Linnaeus, 1758)
- Ocypode fabricii H. Milne-Edwards, 1837
- Ocypode gaudichaudii H. Mile-Edwards & Lucas, 1843
- Ocypode jousseaumei (Nobili, 1905)
- Ocypode kuhlii De Haan, 1835
- Ocypode longicornuta Dana, 1852
- Ocypode macrocera H. Milne-Edwards, 1852
- Ocypode madagascariensis Crosnier, 1965
- Ocypode mortoni George, 1982
- Ocypode nobili De Man, 1902
- Ocypode occidentalis Stimpson, 1860
- Ocypode pallidula Jacquinot, 1846
- Ocypode pauliani Crosnier, 1965
- Ocypode platytarsis H. Milne-Edwards, 1852
- Ocypode pygoides Ortmann, 1894
- Ocypode quadrata (Fabricius, 1787)
- Ocypode rotundata Miers, 1882
- Ocypode ryderi Kingsley, 1880
- Ocypode saratan (Forskål, 1775)
- Ocypode sinensis Dai, Song & Yang, 1985
- Ocypode stimpsoni Ortmann, 1897
- Ocypode laevis Fabricius, 1798
- Ocypode minuta Fabricius, 1798